# Brighton (Tennessee)
Brighton es un pueblo ubicado en el condado de Tipton en el estado estadounidense de Tennessee. En el Censo de 2010 tenía una población de 2.735 habitantes y una densidad poblacional de 378,08 personas por km².

## Geografía
Brighton se encuentra ubicado en las coordenadas 35°28′54″N 89°44′1″O / 35.48167, -89.73361. Según la Oficina del Censo de los Estados Unidos, Brighton tiene una superficie total de 7.23 km², de la cual 7.23 km² corresponden a tierra firme y (0%) 0 km² es agua.

## Demografía
Según el censo de 2010, había 2.735 personas residiendo en Brighton. La densidad de población era de 378,08 hab./km². De los 2.735 habitantes, Brighton estaba compuesto por el 80.77% blancos, el 15.65% eran afroamericanos, el 0.37% eran amerindios, el 0.62% eran asiáticos, el 0% eran isleños del Pacífico, el 0.95% eran de otras razas y el 1.65% pertenecían a dos o más razas. Del total de la población el 2.3% eran hispanos o latinos de cualquier raza.